# Auzatellodes
Auzatellodes este un gen de insecte lepidoptere din familia Drepanidae.

Cladograma conform Catalogue of Life:
| Auzatellodes | \| \| Auzatellodes desquamata \| \| \| \| \| \| Auzatellodes theafundum \| \| \| \| |
|              | \| \| Auzatellodes desquamata \| \| \| \| \| \| Auzatellodes theafundum \| \| \| \| |
|              | Auzatellodes desquamata                                                             |
|              |                                                                                     |
|              | Auzatellodes theafundum                                                             |
|              |                                                                                     |